# Sanarica
Sanarica – miejscowość i gmina we Włoszech, w regionie Apulia, w prowincji Lecce.
Według danych na rok 2004 gminę zamieszkiwało 1446 osób, 120,5 os./km².